# Lelemi
Pour les articles homonymes, voir Buem.
Le lelemi, aussi appelé lefana ou buem, est une langue nigéro-congolaise du groupe kwa, parlée dans l’est du Ghana, dans la région de la Volta.

## Écriture
| majuscules | A | B | D | E | Ɛ | F | Ƒ | G | H | I  | K  | L  | M  | N  | O  |
| minuscules | a | b | d | e | ɛ | f | ƒ | g | h | i  | k  | l  | m  | n  | o  |
| majuscules | Ɔ | P | R | S | T | U | V | W | Y | GB | GY | KP | KY | NW | NY |
| minuscules | ɔ | p | r | s | t | u | v | w | y | gb | gy | kp | ky | nw | ny |

## Prononciation
|             | Antérieures | Postérieures |
| ----------- | ----------- | ------------ |
| Fermées     | i           | u            |
| Mi-fermées  | e           | o            |
| Mi-ouvertes | ɛ           | ɔ            |
| Ouvertes    | a           |              |

|            | Bilabiales | Bilabiales | Labio- dentales | Labio- dentales | Alvéolaires | Alvéolaires | Palato- alvéolaires | Palato- alvéolaires | Labio- vélaires | Labio- vélaires | Vélaires | Vélaires | Glottales | Glottales |
| ---------- | ---------- | ---------- | --------------- | --------------- | ----------- | ----------- | ------------------- | ------------------- | --------------- | --------------- | -------- | -------- | --------- | --------- |
| Occlusives | (p)        | b          |                 |                 | t           | d           |                     |                     | kp              | ɡb              | k        | ɡ        |           |           |
| Nasales    | m          | m          |                 |                 | n           | n           |                     |                     |                 |                 |          |          |           |           |
| Fricatives | ɸ          |            | (f)             | v               | s           | (z)         |                     |                     |                 |                 |          |          |           | h         |
| Affriquées |            |            |                 |                 |             |             | tʃ                  | dʒ                  |                 |                 |          |          |           |           |
| Spirantes  |            |            |                 |                 |             | l           |                     | j                   |                 | w               |          |          |           |           |
| Roulées    |            |            |                 |                 | ɾ           | ɾ           |                     |                     |                 |                 |          |          |           |           |